# Viva Cuba
Viva Cuba é um filme de drama cubano de 2005 dirigido e escrito por Juan Carlos Cremata. Foi selecionado como representante de Cuba à edição do Oscar 2006, organizada pela Academia de Artes e Ciências Cinematográficas.

## Elenco
- Luisa Maria Jiménez
- Alberto Camilo Pujol Acosta